# グリッドマーク
グリッドマーク株式会社（英: Gridmark Inc.）は東京都千代田区神田神保町に存在する開発会社。見えないドットコード・GridOnput（グリッドオンプット）技術をベースとした製品・コンテンツの製造販売及びライセンス事業を行う。

## 概要
2009年7月、旧グリッドマーク株式会社（現在のGMホールディングス株式会社）の事業部門を新設分割し、完全子会社として設立。設立時の社名はグリッドマーク・ソリューションズ株式会社。
2010年9月、親会社の社名がGMホールディングス株式会社に変更されたことに伴い、グリッドマーク株式会社に社名を変更する。2018年本社を千代田区神田神保町へ移転。

## 沿革
- 2004年04月 東京千代田区に設立
- 2004年05月 当時親会社である株式会社ビジュアルサイエンス研究所よりGridOnputの独占発売権を取得
- 2009年11月 「東京都ベンチャー技術大賞2009」奨励賞受賞
- 2012年02月 「第4回ものづくり日本大賞」優秀賞受賞
- 2012年09月 「平成24年度東京都トライアル発注認定制度」認定
- 2012年11月 「平成24年度関東地方発明表彰」文部科学大臣発明奨励賞受賞
- 2013年05月 「平成25年度全国発明表彰」発明賞受賞
- 2013年07月 当社を存続会社として子会社のグリッドマーク(株)と(株)デジタルアミューズ）を合併。商号をグリッドマーク(株)に変更
- 2013年10月 「EY Entrepreneur Of The Year 2013 Japan」チャレンジングスピリット

## 製品
- G-Talk
- G-Talk BT
- G-Speak
- G-Pen
- G-Pen2
- G-Toy
- G-Touch
- Speaking Sheet